# Chelis
Chelis war ein griechischer Töpfer, der um 520 bis 500 v. Chr. in Athen tätig war.
Von ihm sind fünf Schalen mit seiner Signatur bekannt, die von mindestens vier verschiedenen Malern bemalt wurden: dem Thalia-Maler, Oltos, dem Chelis-Maler und dem Euergides-Maler. Vier seiner Signaturen finden sich auf rotfigurigen oder bilinguen Trinkschalen. Eine Signatur findet sich auf einer schwarzfigurig verzierten Schale. Möglicherweise sind Chelis und der Chelis-Maler identisch.

## Werke
- München, Staatliche Antikensammlungen 2589

rotfigurige Schale, Chelis-Maler
- Neapel, Museo Archeologico Nazionale 81329

rotfigurige Schale, Chelis-Maler
- Paris, Cabinet des Médailles 335

bilingue Schale, Thalia-Maler und Oltos
- Paris, Cabinet des Médailles

Fragment einer schwarzfigurigen Schale 
- Paris, Louvre G 15

rotfigurige Schale, Euergides-Maler